# Leon (Virginie-Occidentale)
Pour les articles homonymes, voir Leon.
Leon est une ville américaine située dans le comté de Mason en Virginie-Occidentale.

## Toponymie
Leon était connue sous le nom de "Cologne" jusqu'à ce que la ville prenne son nom actuel en 1880.

## Histoire
La ville est fondée en 1840 par Benjamin Byram,. Selon Kenny Hamill, un bureau de poste y est ouvert en 1856 sous le nom de Cologne ; il prend le nom de Leon en 1880, pour des raisons inconnues. D'après le West Virginia Blue Book cependant, le bureau de poste aurait ouvert en 1831 et la ville aurait été nommée Leon par Byram, en référence à une ville visitée durant la guerre américano-mexicaine.

## Géographie
Leon est situé à proximité de la rivière Kanawha.

## Démographie
Selon le recensement de 2010, Leon compte 158 habitants. Située sur la Kanawha, la municipalité s'étend sur 0,37 milles carrés (0,96 km2), dont 0,32 milles carrés (0,83 km2) de terres.

## Culture locale et patrimoine

### Patrimoine archéologique

#### Le pétroglyphe de panthère
Un pétroglyphe de panthère, connu sous le nom de Panther Petroglyph ou Water-Panther Stone, a été découvert à proximité de la commune. Ce pétroglyphe est aujourd'hui conservé au sein du parc d'État Tu-Endie-Wei, qui commémore la bataille de Point Plesant, entre des membres du peuple natif américain Chaouanon et la milice des colons de Virginie.